# Dactylorhiza aschersoniana
Dactylorhiza aschersoniana är en orkidéart som först beskrevs av Heinrich Carl Haussknecht, och fick sitt nu gällande namn av Olga Borsos och Károly Rezsö Soó von Bere. Dactylorhiza aschersoniana ingår i Handnyckelsläktet som ingår i familjen orkidéer. Inga underarter finns listade i Catalogue of Life.